# Nisrine Dinar
Nisrine Dinar (* 14. Januar 1988) ist eine marokkanische Stabhochspringerin.
Bei den Leichtathletik-Afrikameisterschaften 2006 in Bambous und 2008 in Addis Abeba gewann sie jeweils Silber.
2010 siegte sie bei den Afrikameisterschaften in Nairobi und blieb beim Leichtathletik-Continentalcup in Split ohne gültigen Versuch.
2014 holte sie bei den Afrikameisterschaften in Marrakesch Silber und wurde beim Continentalcup in Marrakesch Sechste.
Am 16. Juli 2006 stellte sie in Rabat mit 4,05 m den aktuellen marokkanischen Rekord auf. 